# Бластуляція
Бластуляція — заключна частина періоду дроблення яйцеклітини багатоклітинних тварин, протягом якої відбувається утворення бластули.
Під час бластуляції поверхневі клітини зародка набувають вигляду епітеліального пласта, виникає центральна порожнина (бластоцель), дроблення бластомерів стає асинхронним, зростає тривалість мітотичного циклу, падає величина мітотичного індексу і збільшується тривалість інтерфази. У інтерфазних ядрах клітин під час бластуляції з'являються ядерця, починається синтез матричної рибонуклеїнової кислоти (мРНК), що забезпечує перехід до гаструляції.